# Henri Vieuxtemps
Henri Vieuxtemps (ur. 17 lutego 1820 w Verviers, zm. 6 czerwca 1881 w Mustapha k. Algieru) – belgijski skrzypek, kompozytor.

## Życiorys
Był uczniem Charlesa Bériota w Paryżu, Simona Sechtera w Wiedniu i Antona Reichy w Paryżu. Wiele podróżował (bywał m.in. w Warszawie). W latach 1846–1851 był nadwornym skrzypkiem cara Mikołaja I w Petersburgu, 1871–1873 profesorem konserwatorium w Brukseli. Od 1876 roku uczył w Paryżu m.in. Eugène’a Ysaÿe’a.
Jest autorem wirtuozowskich utworów skrzypcowych. Napisał m.in. 7 koncertów, 6 etiud koncertowych, liczne duety, wariacje i fantazje m.in. na tematy z Halki.
Był kawalerem Orderu Leopolda oraz luksemburskiego Orderu Korony Dębowej.